# I Close My Eyes and Count to Ten
"I Close My Eyes and Count to Ten" is een nummer van de Britse zangeres Dusty Springfield. Het nummer werd niet uitgebracht op een studioalbum, maar werd in juli 1968 op single uitgegeven.

## Achtergrond
"I Close My Eyes and Count to Ten" is geschreven door Clive Westlake en geproduceerd door John Franz, die hier op de hoes overigens geen vermelding voor kreeg. Het nummer werd op 1 juni 1968 opgenomen in de Chappel Studios in Londen. Het groeide uit tot een van haar grootste hits in haar thuisland, met een vierde plaats als hoogste notering; enkel "I Just Don't Know What to Do with Myself" (nummer 3) en "You Don't Have to Say You Love Me" (nummer 1) piekten hoger.
In de Verenigde Staten was "I Close My Eyes and Count to Ten" de laatste single van Springfield op het platenlabel Philips nadat zij in juni 1968 een contract tekende met Atlantic Records. Als gevolg werd de single vrijwel genegeerd in de Verenigde Staten: het bereikte de Billboard Hot 100 niet en bleef steken op plaats 22 in de "Bubbling Under"-lijst. Op de B-kant van de single staat in het Verenigd Koninkrijk "No Stranger Am I", terwijl dit in de Verenigde Staten een cover van "La Bamba" is. Ook in Nederland werd het geen hit; het kwam niet verder dan de achtste plaats in de Tipparade.

## Covers
Covers van "I Close My Eyes and Count to Ten" zijn gemaakt door onder meer:
- Fausto Leali in het Italiaans als "Chiudo gli occhi e conto a sei" (1968)
- Lola Novaković in het Servisch als "Zaklopim oči i brojim" (1968)
- Radmila Karaklajić in het Servisch als "Zatvaram oči i brojim do deset" (1968)
- Heidi Brühl in het Duits als "Ich schließe meine Augen" (1969)
- Séverine in het Frans als "Je ferme les yeux, je compte dix" (1969)
- Raya in het Fins als "Syliis saat mut puristaa" (1969)
- Pasha Hristova in het Bulgaars als "Neka tozi mig da spre" (1970)
- Anni-Frid Lyngstad in het Zweeds als "Du var främling här igår" (1970)
- Lena Valaitis in het Duits als "Und ich schließe meine Augen" (1975)
- Matt Monro (1975)
- The Simon Orchestra (1979)
- Jane Aire and the Belvederes (1982)
- Tracey Ullman (1983)
- Paul Young (1983)
- Laban (1987)
- The Lover Speaks (1987)
- Bonnie St. Claire in het Nederlands als "Het lijkt of ik droom" (1988; plaats 18 in de Tipparade en plaats 51 in de Nationale Hitparade Top 100)
- Udo Lindenberg in het Duits als "Die Augen zu (I Close My Eyes and Count to Ten)" (1991)
- Maarit Peltoniemi in het Fins als "Syliis saat mut puristaa" (2000)
- Horse McDonald (2000)
- Matt Monro jr. en Matt Monro (2005)
- Marc Almond en Sarah Cracknell (2007)
- Mari Wilson (2016)

## NPO Radio 2 Top 2000
| Nummer met noteringen in de NPO Radio 2 Top 2000 | '99 | '00 | '01 | '02 | '03  | '04  | '05 | '06 | '07 | '08 | '09 | '10 | '11  | '12  | '13  | '14  | '15  | '16  |
| ------------------------------------------------ | --- | --- | --- | --- | ---- | ---- | --- | --- | --- | --- | --- | --- | ---- | ---- | ---- | ---- | ---- | ---- |
| I Close My Eyes and Count to Ten                 | 892 | 990 | 909 | 850 | 1171 | 1017 | 992 | 767 | 590 | 771 | 776 | 734 | 1028 | 1251 | 1447 | 1595 | 1891 | 1774 |

1. ↑  Een vetgedrukt getal geeft de hoogste notering aan.
2. ↑  Deze tabel is bijgewerkt tot en met de laatste editie (2024).